# 白廊镇
白廊乡为湖南省资兴市下辖乡，2003年5月，由原旧市乡、厚玉乡成建制合并设立。

## 行政区划
白廊乡下辖白廊社区、白廊村、江口村、秀流村、水垅村、送塘村、布田村、杨林村、毫山村、竹园背村、台前村、恒魁村和竹洞村共计13个村级区划。